# Xia Xinyi
Xia Xinyi (en chino: 夏欣怡, romanizado: Xià Xīnyí; Urumqi, 14 de enero de 1997) es un jugadora de voleibol de playa china.

## Carrera
En 2013 formó dupla con Xue Chen, siendo campeonas en los Abiertos de Phuket y Durban en el World Tour 2013, en la temporada siguiente consiguieron el tercer lugar en el Abierto de Fuzhou y el tercer lugar en el Abierto de Puerto Vallarta, convirtiéndose en medallistas en bronce en el Campeonato Asiático de Voleibol de Playa en Jinjiang.
En 2015, terminó cuarta junto a Ma Yuanyuan en el Campeonato Asiático de Voleibol de Playa en Hong Kong. Junto a Xue Chen, se convirtió en medallista de oro en el Campeonato Asiático de Voleibol de Playa de 2016 en Sídney, juntas terminaron subcampeonas en el Abierto de Cincinnati en el Tour Mundial de 2016 y también terminaron en tercer lugar en las Finales de la Copa Continental de 2016. escenario en Cairns.
Desde 2017 estuvo con Wen Shuhui y fueron subcampeonas del Abierto de Nankín y campeonas del Abierto de Nantong del Beach Volleyball World Tour, categoría dos estrellas. En 2018, compitió en el Campeonato Asiático de Voleibol de Playa celebrado en Satun junto a Wang Xinxin y terminó en cuarto lugar. A finales de 2017, estuvo con Wang Fan terminando en cuarto lugar en el Qinzhou Open y subcampeona en el Open de Lucerna, categoría tres estrellas, subcampeona en el Open de Sídney de dos estrellas y en el Open de Nankín.
Junto a Wang Xinxin, terminó cuarta en el Campeonato Asiático de Voleibol de Playa 2018 celebrado en Satun. Con Wang Fan, finalizó en cuarto lugar en el Open de Sídney, categoría tres estrellas, válido para el World Tour 2019.